# 12616 Лохнер
12616 Лохнер (12616 Lochner) — астероїд головного поясу, відкритий 26 вересня 1960 року.
Тіссеранів параметр щодо Юпітера — 3,386.